# كفر حلاوة
قرية كفر حلاوة هي إحدى القرى التابعة لمركز أطفيح في محافظة الجيزة في جمهورية مصر العربية. حسب إحصاءات سنة 2006، بلغ إجمالي السكان في كفر حلاوة 5712 نسمة، منهم 2904 رجل و2808 امرأة.